# Moisei Romanov
Moisei Romanov (în alfabetul chirilic Моисей Романов) este un colonel de miliție din Republica Moldova, care a deținut funcția de ministru al afacerilor interne în Guvernul Republicii Socialiste Moldova (1956-1961).